# Jesu rika kärlek
Jesu rika kärlek är en sång med text och musik av Tomas Plant.

## Publicerad i
- Frälsningsarméns sångbok 1929 som nr 290 under rubriken "Jubel, erfarenhet och vittnesbörd".
- Musik till Frälsningsarméns sångbok 1930 som nr 290.
- Frälsningsarméns sångbok 1968 som nr 308 under rubriken "Jubel och tacksägelse".
- Frälsningsarméns sångbok 1990 som nr 500 under rubriken "Lovsång, tillbedjan och tacksägelse".